# Abdelmalek Merbah
Abdelmalek Merbah (sinh ngày 19 tháng 3 năm 1985 ở Algiers) là một cầu thủ bóng đá người Algérie thi đấu cho MC Oran ở Giải bóng đá hạng nhất quốc gia Algérie.

## Sự nghiệp câu lạc bộ
Vào tháng 6 năm 2014, Merbah ký một bản hợp đồng cùng với MC Oran từ JS Kabylie.

## Danh hiệu
- Algerian Ligue 1

Á quân: 2013-14 cùng với JS Kabylie